# Tarai (Índia)
Tarai és una regió que forma la part essencial del districte de Naini Tal a Uttarakhand formada per les antigues parganes de Bazpur, Gadarpur, Kichha, Kilpurl, Nanakmata i Bilheri. Constava d'una superfície de 2.010 km² i una població de 118.422 habitants el 1901; tenia llavors 404 pobles i cap ciutat. El districte de Naini Tal es va dir anteriorment districte de Tarai.